# Alaska State Capitol

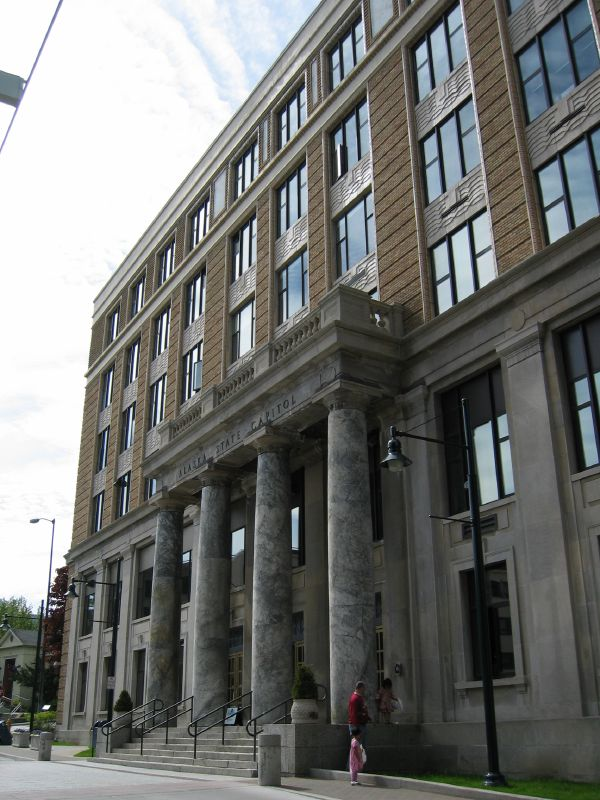
Alaska State Capitol

Das Alaska State Capitol ist das Staatskapitol (Parlamentsgebäude) von Alaska. Es befindet sich in der 4th Street in Juneau, der Hauptstadt des Staates Alaska, und beherbergt die Legislative Alaskas und die Büros des Gouverneurs und Vizegouverneurs von Alaska.

## Geschichte
1792 wurde Kodiak die erste Hauptstadt von Russisch-Amerika. Im Jahr 1808 wurde Sitka, oder Nowo-Archangelsk, zur Hauptstadt ernannt. Mit dem Alaska Purchase von 1867 wurde Sitka zum Hauptquartier des Department of Alaska unter U.S.-Army-Major General Jefferson C. Davis. Nachdem die Armeeeinheit 1877 für den Feldzug gegen die Nez Percé benötigt wurde, war Alaska bis 1879 ohne Verwaltung. Dann gründete die U.S. Navy unter Lester A. Beardslee in Sitka einen Standort. Mit dem Gesetz von 1884 gründete der Kongress der Vereinigten Staaten den District of Alaska, mit dem vorläufigen Regierungssitz Sitka und einer vom Präsidenten bestimmten Regierung unter Führung von Gouverneur John Henry Kinkead. Der Kongress beschloss 1900 per Gesetz, dass Juneau Hauptstadt wird, da es Sitka an Wirtschaftswachstum und Wichtigkeit überholt hatte.

### Der Bau des Kapitols
Der Kongress der Vereinigten Staaten bewilligte 1911 Mittel zum Bau eines Regierungsgebäudes für das damalige Alaska-Territorium. Der Bau verzögerte sich durch den Kongress der Vereinigten Staaten, den Ersten Weltkrieg und aufgrund von Schwierigkeiten beim Ankauf des benötigten Grundstücks. Einheimische spendeten einen Teil der benötigten Gelder und der Bau begann am 18. September 1929. Das Gebäude, ursprünglich Federal and Territorial Building genannt, wurde am 14. Februar 1991 gewidmet. Es wurde von Architekten des Finanzministeriums der Vereinigten Staaten unter Leitung von James A. Wetmore im Art-déco-Architekturstil entworfen. Das Gebäude wurde anfangs von der Regierung der Vereinigten Staaten genutzt und beherbergte ein Bundesgericht und ein Postamt. Seitdem Alaska mit dem Alaska Statehood Act 1959 zum Bundesstaat ernannt wurde, wird das Gebäude von der Staatsregierung genutzt.

### Verlegungskontroverse
1960 startete Robert Atwood, der Herausgeber der Anchorage Daily Times, eine Kampagne zur Verlegung der Hauptstadt zum Wirtschaftszentrum Alaskas. Diese Bemühungen gipfelten in Volksabstimmungen, die über eine Verlegung der Hauptstadt in das Cook-Inlet-Gebiet (1960) und nach Westalaska (1962, mindestens 30 Meilen von Anchorage), die aber jeweils scheiterten. Eine dritte Initiative hatte 1974 Erfolg, worauf 1976 Willow als neue Hauptstadt gewählt wurde. 1978 und 1982 scheiterten die Bemühungen zur Finanzierung der Verlagerung. Eine Initiative zum Umzug nach Wasilla scheiterte 1994 ebenso, wie 2002 die Forderung, dass die Gesetzgebung ihre Versammlungen im Matanuska-Susitna Borough abhalten solle.

### Neugestaltung des Kapitols
2004 wurde von der Juneau Capitol Planning Commission ein Wettbewerb für die Gestaltung eines Ersatzgebäudes gestartet. Nach Kontroversen über die unkonventionelle Art vieler der vorgeschlagenen Entwürfe, fehlender Unterstützung durch die Staatsregierung und fehlender Finanzmittel wurden alle Pläne im Jahr 2005 gestoppt. Die aus Alaska stammende Architektin Marianne Cusato legte einen Plan für ein traditionelles Regierungsgebäude vor, das viel Anklang fand.

## Architektur

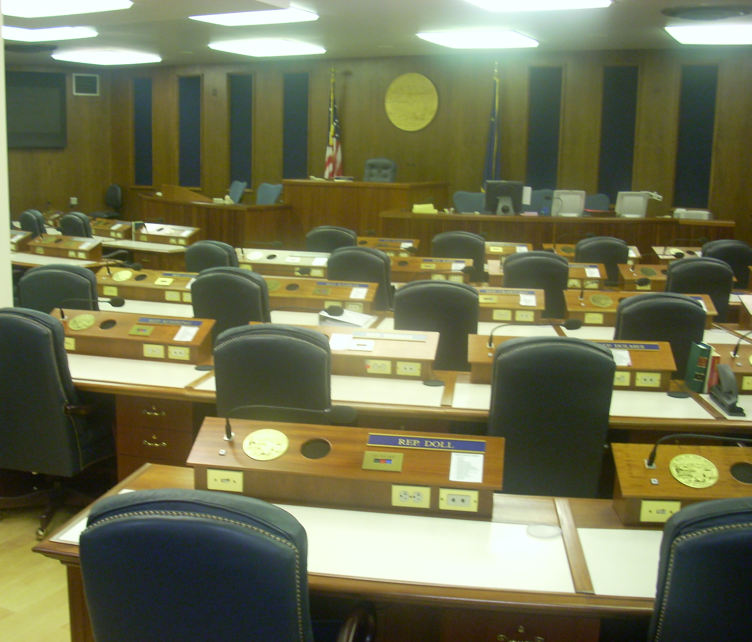
Plenarsaal des Repräsentantenhauses

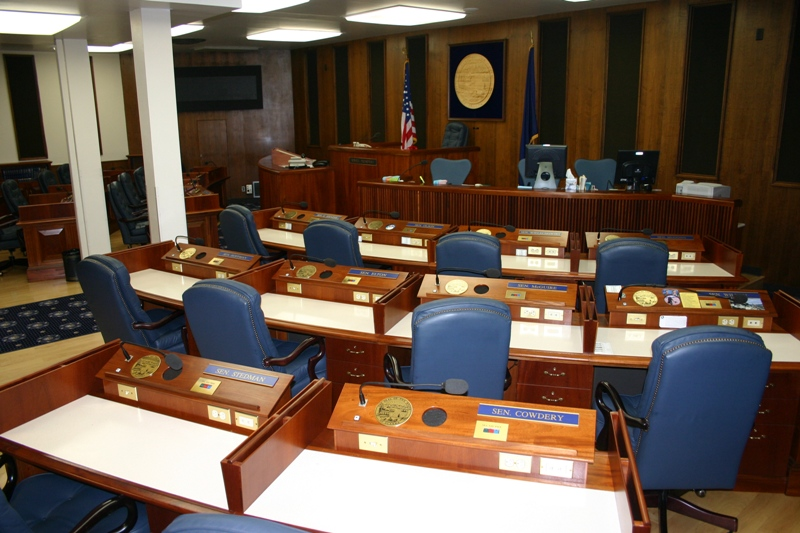
The Senate chamber

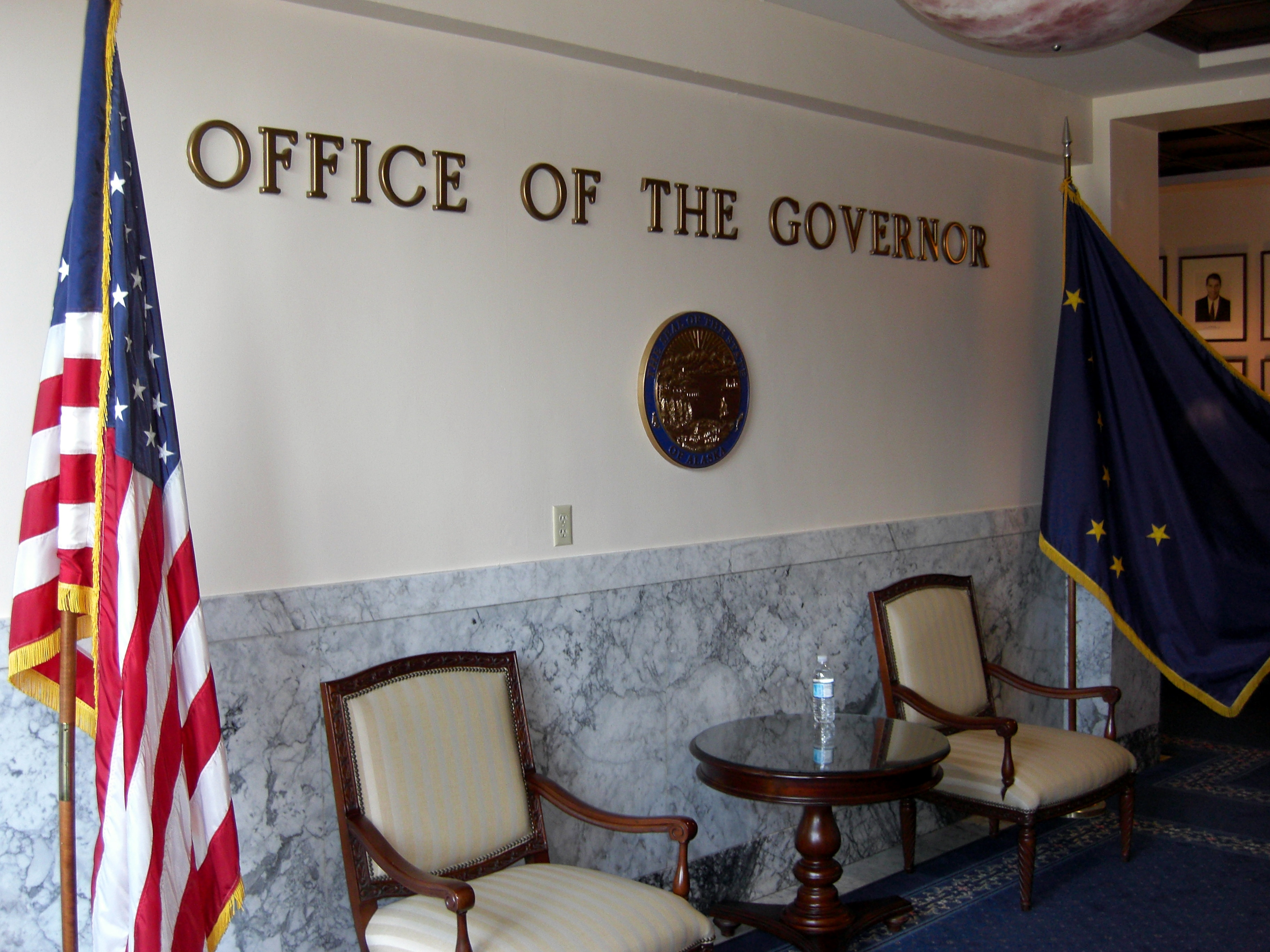
Büro des Gouverneurs von Alaska

Das Gebäude ist sechs Etagen hoch und aus mit Ziegelsteinen verblendetem Stahlbeton. Die ersten beiden Etagen haben eine Fassade aus Indiana-Kalkstein. Die Portikus hat vier Säulen aus Tokeen-Marmor von der Prince-of-Wales-Insel, der auch für die Innenverkleidungen verwendet wurde. Da es, anders als bei den meisten Staatskapitolen, keinen großen Landschaftspark gibt, hat das Gebäude das Aussehen eines normalen Bürogebäudes. Es gehört neben Delaware, Hawaii, Louisiana, New Mexico, New York, North Dakota, Ohio, Oregon, Tennessee und Virginia zu den elf Staatskapitolen, die keine Kuppel besitzen.
Vor dem Gebäude ist eine Kopie der Liberty Bell. Jeder Bundesstaat und die Territorien hatte 1950 eine solche Kopie von der Regierung der Vereinigten Staaten erhalten, um den Absatz von staatlichen Anleihen zu steigern.
In der Lobby befinden sich die tönernen Reliefs Harvest of the Land und Harvest of the Sea, die die Jagd und die Fischerei darstellen, sowie eine Büste der Bürgerrechtlerin Elizabeth Peratrovich, die sich für die Gleichberechtigung der indigenen Völker Alaskas einsetzte. Im Erdgeschoss und der 1. Etage befinden sich Büros und Ausschusszimmer.
Im zweiten Stock befinden sich die Sitzungssäle des Senats von Alaska und des Repräsentantenhaus von Alaska sowie Ausschusszimmer. An den Wänden sind die frühen Arbeiten der einheimischen Fotografen Lloyd Winter and Percy Pond und Büsten der ersten beiden U.S. Senatoren von Alaska, Edward Lewis Bartlett und Ernest Gruening, zu sehen.
Die Büroräume von Gouverneur und Vizegouverneur befinden sich im dritten Stock. Die Türen der Chefbüros sind aus Schwarz-Birke, mit Handschnitzereien, die das produzierende Gewerbe Alaskas zeigen. Die „Hall of Governors“ präsentiert Porträts der Gouverneure und Vizegouverneure von der Aera des District of Alaska bis heute.
Weitere Büros und Tagungsräume der Gesetzgebung befinden sich im vierten Stock. Im fünften Stock befinden sich die Finanzausschüsse.
Viele Bereiche des Gebäudes wurden in den Stand der 1930er-Jahre zurückversetzt, besonders der zweite und der fünfte Stock, in dem früher die Gerichtssäle des Bundesgerichts waren.